# Inka Fighting Championship
Inka Fighting Championship, también conocida como INKA FC, es una organización de artes marciales mixtas con sede en Perú fundada en 2006 por el expeleador Iván Ibérico. Es la principal promotora de MMA en el país.

## Historia
La promotora fue fundada por el ex peleador de MMA y empresario peruano Iván «Pitbull» Ibérico. El nombre «INKA» hace referencia a la civilización incaica.
INKA FC llevó a cabo su evento inaugural INKA FC 1 el 15 de diciembre de 2006 en el Coliseo Mauro Mina de Lima.
En febrero de 2018, INKA FC regresó tras más de dos años sin actividad con el evento INKA FC 27, que tuvo como evento estelar una pelea por el campeonato de peso pluma entre Jesus Pinedo y Joackim Neto.

## Eventos
Hasta la fecha, INKA FC ha albergado un total de 50 eventos en su historia, todas dentro de Perú.

## Campeones actuales
| División            | Peso            | Campeón          | Desde el                             | Defensas del título |
| ------------------- | --------------- | ---------------- | ------------------------------------ | ------------------- |
| Peso pesado         | 120 kg (264 lb) | Vacante          | —                                    | —                   |
| Peso mediano        | 84 kg (185 lb)  | Vacante          | —                                    | —                   |
| Peso wélter         | 70 kg (154 lb)  | Vacante          | —                                    | —                   |
| Peso ligero         | 71 kg (156 lb)  | Gabriel Mazzetti | 26 de junio de 2025 (INKA FC 50)     | 0                   |
| Peso pluma          | 66 kg (145 lb)  | Ian Escuza       | 11 de diciembre de 2024 (INKA FC 47) | 0                   |
| Peso gallo          | 61 kg (134 lb)  | Raul Ramses      | 29 de febrero de 2024 (INKA FC 40)   | 1                   |
| Peso mosca          | 57 kg (125 lb)  | Omar Torres      | 21 de diciembre de 2023 (INKA FC 39) | 0                   |
| Peso mosca femenino | 57 kg (125 lb)  | Vacante          | —                                    | —                   |
| Peso paja femenino  | 52 kg (114 lb)  | Eidy Macías      | 22 de junio de 2023 (INKA FC 36)     | 0                   |